# فرانچسکو گراندولفو
فرانچسکو گراندولفو (انگلیسی: Francesco Grandolfo؛ زادهٔ ۲۶ ژوئیهٔ ۱۹۹۲) بازیکن فوتبال اهل ایتالیا است.
از باشگاه‌هایی که در آن بازی کرده‌است می‌توان به باشگاه فوتبال کیه‌وو ورونا و باشگاه فوتبال باری اشاره کرد.